# 糸球体

腎小体の模式図。糸球体がボーマン嚢に取り囲まれている。

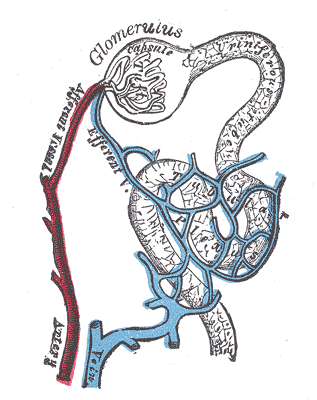
腎皮質での血管。

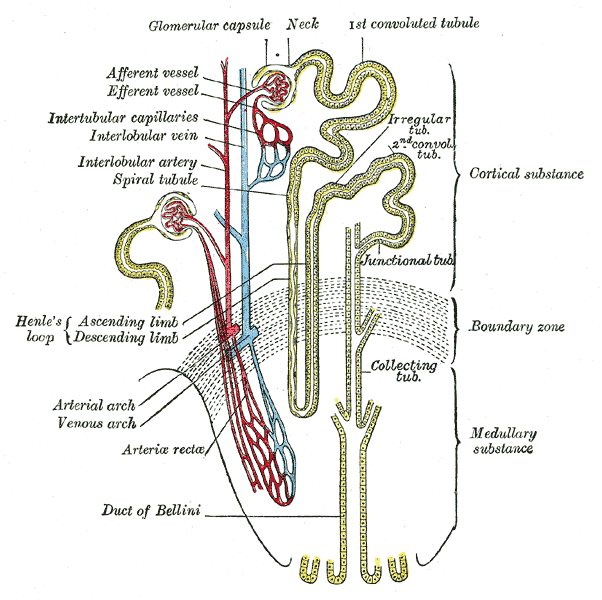
尿細管の模式図

糸球体（しきゅうたい、英:Glomerulus）は、脊椎動物の腎臓のネフロンでボーマン嚢に囲まれた毛細血管の塊であり、腎臓循環の輸入細動脈から血液が流れ込んでいる。大部分の毛細血管とは異なり、糸球体は小静脈ではなく輸出細動脈へ流れる。細動脈の抵抗は糸球体の血圧を上昇させ、ボーマン嚢の血液の限外濾過の過程を促進させる。
糸球体とその周囲のボーマン嚢とで腎小体（マルピーギ小体）を構成している。糸球体による血液の濾過率は糸球体濾過量（GFR）と呼ばれる。この測定値は、腎機能を決定するのに使われる。

## 濾過膜
内皮細胞、基底膜、蛸足細胞を透過した物質は限外濾過液と呼ばれ、近位尿細管に入る。濾過されなかった物質は輸出細動脈へ向かう。

### 内皮細胞
糸球体の内皮細胞には毛細血管とは違って多くの孔があり、隔膜には及ばない。この細胞は赤血球より小さなものであればほとんどの物質が通過してしまうため、内皮細胞は腎臓濾過層の一部とは通常考えられない。

### 基底膜
糸球体内皮に位置する基底膜(100～200nm)は非常に厚い。この膜は他の基底膜(40～50nm)と比べて厚いだけでなく、負に帯電するグリコサミノグリカン（例えばヘパラン硫酸）を豊富に含んでいる。
負に帯電する基底膜によって同じく負に帯電するタンパク質を跳ね返し、ボーマン嚢へ透過するのを防いでいる。

### 蛸足細胞
蛸足細胞(podocyte)は糸球体基底膜の反対側に沿って並んでおり、ボーマン嚢の裏の部分にある。蛸足細胞は、ボーマン嚢に糸球体からのタンパク質の濾過を抑制するため、多くの偽足がかたく絡み合って網状組織を作っている。
隣接した足細胞の突起の間のスペースにはポドシンやネフリンを含むいくつかのタンパク質からできた濾過層がある。突起の表面は負に帯電するグリコカリックスに覆われており、負に帯電する分子（例えばアルブミン）の透過を抑制している。
蛸足細胞は腎小体の本質的な濾過層であると考えられている。

### メサンギウム
メサンギウムは、糸球体の内皮細胞の間に存在する結合組織である。この細胞は濾過膜の一部ではなく間接的に濾過を行う"周皮細胞"の役割を持つ。メサンギウムとは、元来「血管間膜」という意味である。

## 血液の循環
大部分の毛細血管とは異なり、糸球体の血液は小静脈ではなく輸出細動脈へ流れる。輸出細動脈は大きな平滑筋層（中膜、en:Tunica media）のため、小葉間動脈より容易に膨張・収縮され、糸球体を通過する血流の確実な制御を供給している。
傍髄質部ネフロン（腎髄質に近いネフロンの15%）の輸出細動脈は、腎髄質に向かうまっすぐな毛細血管を分枝している。ヘンレのループとともに、これらの直細血管は、ネフロンの対向流交換系を作り、重要な役割を果たしている。
輸出細動脈から糸球体に血液が送られると小葉間動脈は空になる。

## 糸球体近接細胞
輸入細動脈の壁は、レニンの合成酵素に分化した平滑筋細胞を含んでいる。糸球体近接細胞は、血液の体積と圧力の調節を補助するレニン-アンジオテンシン系（RAA系、RAS）の作用を持つ。